# أولاد منصر
أولاد منصر وتسمى إداريًا المنصورة وبها عمادتين المنصورة الشرقية والمنصورة الغربية، وتسمى أيضًا أولاد منصرالفج، وهي قرية تتبع إداريًا ولاية سيدي بوزيد، وتقع على الطريق الوطنية رقم 3، وتبعد عن مدينة قفصة 50 كلم. وتبعد عن مدينة سيدي بوزيد 50 كلم. من الجنوب منها يوجد الفج التابع لأولادمنصر
الذي يشتهر بمطاعم المشويات الطازجة من المراعي للطبق وقد اشتهر أولاد منصر بطيبتهم وكرمهم وثرائهم
ملاحظة هناك فرع صغير من أولاد منصر يوجد شمال بئر الحفي ويسمى أولاد منصر الشخار؛ كما توجد فرقة كبيرة بتالة ولاية القصرين تحمل لقب منصري وحسب الكبار وتأكيدهم بالرجوع للماضي فإن هذه الفرقة تابعة لأولاد منصر.
تعد أولاد منصر 4860 ساكن حسب التعداد العام لسنة 2014 ويرجع نسبها إلى الحاج منصر وهو من أصل مغربي استقر في طريق الحج في المنطقة. ويوجد الكثير من القرى في تونس يرجع أصلها إلي قرية أولاد منصر. كأولاد منصر الشخار أولاد منصر تالة أولاد منصر أم العظام وأولاد منصر نابل
تقسم إداريا إلى المنصورة الغربية والمنصورة الشرقية، وتحوي عديد العائلات العريقة والمناطق كأولاد العشي وأولاد تليل والقوادرية والقنايشية والصمايدة والممانية والعرايبية. يتميز مناخها بالجفاف وتحوي غابات كثيفة من الزيتون واللوز. يعتمدها سكانها أساسا على نشاط التجارة. وتعد المئات من أصحاب المهن السامية والموظفين.أصبحت اولاد منصر رسميا بلدية منذ 2019 تحت مسمى المنصورة وتشمل اولاد منصر الشرقية والغربية الحرشان واولاد إبراهيم.